# Гаутама (индуизм)
Гаута́ма или Гота́ма (санскр. गौतम महर्षि) — ведийский мудрец, один из семи великих мудрецов в настоящей, седьмой, манвантаре. Гаутаме приписывается авторство нескольких гимнов «Риг-веды» и гимна «Бхадра» «Сама-веды».

## Жизнеописание
Он был сыном Рахуганы и принадлежал к семье Ангираса. У него было двое сыновей по имени Вамадева и Нодхас, а его жену звали Ахалья. Так же как и сапта-риши, Ахалья была рождена из ума творца Вселенной Брахмы. История о том, как Гаутама получил в жёны Ахалью, описана в Пуранах. Брахма объявил, что руку его прекрасной дочери получит тот, кто первым обойдёт вокруг Земли. Гаутама, много не утруждая себя, обошёл вокруг персонифицированной земли в виде коровы и получил руку Ахальи. Говорится, что сыном Гаутамы и Ахальи был Шатананда — главный жрец царя Митхилы Джанаки.
В «Махабхарате» говорится об аскезе, которую Гаутама совершал в течение 60 лет. В «Нарада-пуране» описывается как во время голода, продолжавшегося 12 лет, Гаутама кормил всех мудрецов и спас их от голодной смерти.
Гаутама считается родоначальником Гаутама-готры (брахманского рода Гаутама). Гаутама и Бхарадваджа являются потомками Ангираса, из-за чего того и другого иногда называют Ангирасом.